# Иранска кухиња
Иранска кухиња односи се на кулинарске традиције Ирана. Због историјски уобичајене употребе термина „Персија“ за означавање Ирана у западном свету, алтернативно је позната као персијска кухиња, упркос томе што су Персијанци само једна од мноштва иранских етничких група који су допринели иранској кулинарској традицији.
Кухиња Ирана је током своје историје остварила широк контакт са кухињама суседних региона, укључујући кавкаску кухињу, централноазијску кухињу, грчку кухињу, левантијску кухињу, месопотамску кухињу, руску и турску кухињу. Индијска кухиња и пакистанска кухиња су такође значајно усвојиле аспекте иранске кухиње кроз различите историјске перзијанске султанете који су цветали током муслиманске владавине на индијском потконтиненту, при чему је најистакнутија и најутицајнија од ових држава била Могулско царство.
Типична иранска главна јела су комбинације пиринча са месом, поврћем и орасима. Често се користи зачинско биље, уз воће као што су шљиве, нар, дуња, суве шљиве, кајсије и суво грожђе. Карактеристични ирански зачини и ароме као што су шафран, кардамом, сушени креч и други извори киселих арома, цимет, куркума и першун се мешају и користе у разним јелима.
Изван Ирана, снажно присуство иранске кухиње може се наћи у градовима са значајном популацијом иранске дијаспоре, односно у области залива Сан Франциска, Ванкуверу, Торонту, Хјустону и посебно Лос Анђелесу и његову околину.

## Историја
Обичаји и навике Арапа су утицали на Иранце, посебно у периоду Абасида.
Древни персијски филозофи и лекари утицали су на припрему иранске хране тако да се придржава правила јачања и слабљења особина намирница виђених у складу са иранском традиционалном медицином.
Најраније сачувани кувари на персијском су два дела из периода Сафавида. Старија књига је „Приручник о кувању и његовом занату“ (ār-nāmeh dar bāb e tabbāxī va sanat e ān) написан 927/1521. године за аристократског покровитеља на крају владавине Исмаила I. Књига је првобитно садржала 26 поглавља, које је аутор навео у свом уводу, али поглавља од 23 до 26 недостају у сачуваном рукопису. Рецепти укључују мерење састојака — често детаљна упутства за припрему јела, укључујући врсте прибора и лонаца који ће се користити — и упутства за украшавање и сервирање. Генерално, састојци и комбинације у различитим рецептима не разликују се значајно од оних који се данас користе. Наведене велике количине, као и великодушна употреба тако луксузних састојака као што је шафран, сугеришу да су ова јела припремана за велика аристократска домаћинства, иако је аутор у уводу тврдио да је дело написао „у корист племства, као и јавности“.
Другу сачувану куварску књига је „Суштина живота, расправа о уметности кувања“ (Māddat al-ḥayāt, resāla dar ʿelm e ṭabbāxī), написао је око 76 година касније кувар за Абаса I Великог. Увод књиге укључује слављење Бога, пророка, имама и шаха, као и дефиницију главног кувара. Следи шест поглавља о припреми разних јела: четири о јелима од пиринча, једно о калии и једно о ашу. Мере и упутства припреме нису тако детаљни као у претходној књизи. Наведене информације односе се на јела припремљена на краљевском двору. Помињу се и други савремени кувари и њихови специјалитети.

## Основна храна
Употреба пиринча, испрва специјалитета кухиње двора Сафавидског царства, еволуирала је до краја 16. века нове ере у главну грану иранског кулинарства. Традиционално, пиринач је био најраспрострањенији као главна основна намирница у северном Ирану и домовима богатих, док је хлеб био доминантна основна намирница у остатку земље. У Ирану су се користиле разне врсте пиринча.
- Ирански начин припреме пиринча
- Потапање пиринча у лонац

На другом месту после пиринча је производња и употреба пшенице.
Пољопривреда Ирана производи много воћа и поврћа. Тако је чинија свежег воћа уобичајена на иранским трпезама, а поврће је стандардни прилог у већини оброка. Оно се не конзумира само у свежем и зрелом облику као десерти, већ се комбинују и са месом као прилог главним јелима. Када свеже воће није доступно, уместо њих се служи велики избор сушеног воћа као што су урме, смокве, кајсије, шљиве и брескве. Јужни Иран је један од највећих светских произвођача урми, где се узгајају неке посебне сорте као што је бам урма.
Поврће као што су бундева, спанаћ, боранија, фава пасуљ, тиквице, сорте тиквица, црни лук, бели лук и шаргарепа се обично користе у иранским јелима. Парадајз, краставци и млади лук често прате оброк. Док је патлиџан „кромпир Ирана“, Иранци воле свеже зелене салате зачињене маслиновим уљем, лимуновим соком, сољу, чилијем и белим луком.
Воћна долма је вероватно специјалитет иранске кухиње. Воће се прво кува, а затим пуни месом, зачинима, а понекад и парадајз сосом. Долма се затим динста у месној чорби или слатко-киселом сосу од лука.
Верјуице, веома кисели сок који се прави цеђењем незрелог грожђа или другог киселог воћа, користи се у разним иранским јелима.

## Типични зачини
Адвиех се односи на широк избор оштрог поврћа и сушеног воћа који се користе у иранској кухињи за ароматизовање хране.
Један од традиционалних и најраспрострањенијих иранских зачина је шафран. Ружина вода, ароматизована вода направљена намакањем латица руже у води, такође је традиционални и уобичајени састојак многих иранских јела.
Голпар, биљка која дивље расте у влажним планинским пределима Ирана, користи се као зачин у разним иранским супама и чорбама. Меша се и са сирћетом у које се умаче пасуљ пре јела.
Неки други уобичајени зачини су кардамом, направљен од семена неколико биљака, као и шевид, махлеб и лиму амани, сушени креч.
Постоји и неколико традиционалних комбинација зачина, од којих су две арде (тахини), направљене од пржених млевених ољуштених семенки сусама, и делал сос, направљен од јако сланог свежег биља као што су цилантро и першун.

## Типична храна и пиће
Типична иранска кухиња укључује широк избор јела, укључујући неколико облика кебаба, чорбе, супе и пилава, као и разне салате, десерте, пецива и пића .

### Главно јело
У Ирану се кебаб служи или са пиринчем или са хлебом. Јело од белог пиринча са кебабом зове се chelow kabab и сматра се националним јелом Ирана. Пиринач се такође може припремити методом катех, па би се јело назвало катех кебаб.
Следећа табела наводи неколико облика кебаба који се користе у иранској кухињи.

#### Паприкаш
Кореш је ирански облик чорбе, који се обично сервира са тањиром белог пиринча. Кореш се обично састоји од биља, воћа и комада меса, ароматизованих парадајз пастом, шафраном и соком од нара. Друге врсте чорбе без кореша, као што је дизи, прате се хлебом уместо пиринча.

#### Супа и аш
У иранској кухињи постоје различити облици супе, укључујући sup e jow (супа од јечма), sup e esfenaj (супа од спанаћа , sup e qarch (супа од печурака) и неколико облика густе супе. Густа супа се у Ирану назива аш, што је ирански традиционални облик супе. Такође, shole qalamkar је ирански израз за супу „ходге-подге“, супу направљену од мешавине различитих састојака.

#### Полов и дами
Осим јела од пиринча са ћевапом или чорбама, ту су и разна иранска јела на бази пиринча која се кувају на традиционалне методе полов и дами.
Полов је персијска реч за пилав и такође се користи у другим иранским језицима. Полов јело укључује пиринач пуњен комадима поврћа, воћа и пасуља, обично са пилетином или црвеним месом.
Дами јела су слична полову по томе што укључују различите састојке са пиринчем, али се кувају помоћу дами методе кувања јела односно свих састојака у једном лонцу.

### Дезерти
400. године пре нове ере, древни Иранци су измислили посебну расхлађену храну, направљену од ружине водице и вермикела, која се служила краљевским породицама током лета. Лед је помешан са шафраном, воћем и разним другим укусима. Данас, један од најпознатијих иранских десерта у полузамрзнутим резанцима познатом као faloodeh, који вуче корене из града Шираза, бивше престонице земље. Bastani e zaferani, персијски за „сладолед од шафрана“, је традиционални ирански сладолед који се такође обично назива „традиционални сладолед“. Други типични ирански десерти укључују неколико облика пиринча, пшенице и млечних десерта.

### Грицкалице
Чини се да колачићи потичу из Ирана из 7. века, убрзо након што је употреба шећера постала релативно уобичајена у региону.

### Пиће
Иран је један од највећих светских произвођача чаја, који се углавном гаји у северном делу земље. У иранској култури, чај (čāy) се широко конзумира и обично је прва ствар која се нуди госту. Иранци традиционално стављају коцкицу шећера у уста пре него што попију чај. Камен бомбони се такође широко користе, обично ароматизовани шафраном.
Иранска традиционална кафа (qahve, или kāfe) служи се јака, слатка и „заробљена са талогом талога“. У Сафавидском Ирану из 16. века, кафа је у почетку коришћена у медицинске сврхе у друштву. Традиционалне кафетерије биле су популарна окупљања на којима су људи пили кафу, пушили дуван и рецитовали поезију — посебно епске песме Шахнаме. У данашњем Ирану, кафићи су модерни углавном у урбаним срединама, где се послужују различита пива и десерти. Турска кафа је такође популарна у Ирану, тачније међу иранским Азерима.
Вино (mey) такође има значајно присуство у иранској култури. Вино Ширази је историјски најпознатија иранска сорта вина, пореклом из града Шираза. До 9. века, град Шираз је већ стекао репутацију произвођача најбољег вина на свету и био је иранска престоница вина. Од Револуције 1979. алкохолна пића су забрањена у Ирану ; иако је немуслиманским признатим мањинама (тј. хришћанима, Јеврејима и зороастријанцима ) дозвољено да производе алкохолна пића за сопствену употребу. Док је безалкохолно пиво (ābjow) доступно у легалним продавницама, други грађани своја алкохолна пића припремају илегално преко мањинских група и углавном из Ирачког Курдистана и Турске.
Арак саги, што буквално значи псећи дестилат, је врста дестилованог алкохолног пића у Ирану које садржи најмање 65% чистог етанола. Обично се производи код куће од сувог грожђа и сличан је турској ракију од аниса. Пре револуције 1979. традиционално се производио у неколико градова Ирана. Пошто је пиће постало илегално након револуције 1979. године, почело је да се продаје на црном тржишту и другим каналима продаје. 
| Ајран : Хладан напитак од јогурта, често направљен од соли, бибера и других зачина. | Сок од шипка                                    | Сок од шаргарепе, понекад се меша са сладоледом.            | Кхаксхир: Хладно слатко пиће са семенкама                                 |
| Секањебин : Хладно пиће од меда и сирћета                                           | Арагх саги : Врста дестилованог алкохолног пића | Шербат: Хладан и сладак напитак од воћа или цветних латица. | Вино из Шираза: Вино произведено од грожђа сира око града Шираза у Ирану. |

## Регионалне разлике

### Азербејџанска кухиња
Упркос утицајима из Турске, одређена азербејџанска јела имају приметан ирански укус, али и са својим јединственим карактеристикама, као што је употреба више лимуновог сока и путера од других група Иранаца.

### Белуџи кухиња
Месо и урме су главни састојци кухиње иранског југоисточног региона Белуџистана. Пиринач се првенствено узгаја у региону Макран. Храна која је специфична за ирански регион Белуџистан укључује танурче (tarōnča; tanurče), локалну варијанту меса са роштиља које се припрема у тануру, доогх-па (dōq-pâ), врсту хореша која садржи ајран и табахаг (tabâhag), месо припремљено са прахом нара. Белуџи кухиња такође укључује неколико јела од урми, као и разне врсте хлеба.

### Каспијска кухиња
Јужна обала Каспијског мора, коју чине иранске провинције Гилан, Мазандеран, Алборз и Голестан, има доста плодне земље, што се огледа и у његовој кухињи. Катех је метода кувања пиринча која потиче из овог краја. Ова врста јела од пиринча се тамо једе и као доручак, било загрејано са млеком и џемом или хладно са сиром и белим луком. Икре од кавијара такође потичу из овог региона, а обично се служе са јајима у фритама и омлетима или се једу једноставно са лавашем и путером. Риба се обично једе у провинцији Гилан, где је каспијски кутум главна намирница и обично се служи пржена заједно са пиринчем. Димљена риба је такође популарна у Гилану и обично се укључује у пиринач тако што се два састојка кувају на пари. Локални колачићи (<span about="#mwt549" data-cx="[{&quot;adapted&quot;:true,&quot;partial&quot;:false,&quot;targetExists&quot;:true,&quot;mandatoryTargetParams&quot;:[],&quot;optionalTargetParams&quot;:[]}]" data-mw="{&quot;parts&quot;:[{&quot;template&quot;:{&quot;target&quot;:{&quot;wt&quot;:&quot;Трансл&quot;&quot;href&quot;:&quot;./Шаблон:Трансл&quot;},&quot;params&quot;:{&quot;1&quot;:{&quot;wt&quot;:&quot;fa&quot;},&quot;2&quot;:{&quot;wt&quot;:&quot;koluče&quot;}},&quot;i&quot;:0}}]}" data-ve-no-generated-contents="true" id="mwBag" title="Persian-language romanization" typeof="mw:Transclusion"><i lang="fa-Latn">koluče</i></span>) овог краја су популарни пустињски производи, посебно они из области Фуман. Још један значајан десерт из овог региона је Reshteh Khoshkar (персијски: رشته‌خشکار), који се састоји од прженог теста од пиринчаног брашна пуњеног шећером и орасима. Мушмула се такође обично једе у Гилану и локално се назива „Конос“ (перзијски: کونوس).

### курдска кухиња
У региону Курдистана у западном Ирану се спремају разна локална јела од аша, пилава и гулаша. Нека локална курдска јела укључују традиционално месо од ребара на жару које се зове dande kabāb, врсту хореша од влашца која се зове xoreš-e tare и јело од пиринча и кромпира које се зове sib polow .

### Јужноиранска кухиња
Храна јужног Ирана је типично зачињена. Махиава је оштар сос направљен од ферментисане рибе у овом региону. Будући да је приморски регион, кухиња Кхузестана укључује посебно морске плодове, као и нека јединствена локална пића.

### Туркменска кухиња
Ирански Туркмени су претежно центрирани у иранским провинцијама Голестан и Северни Хорасан. Чегдерме (čekderme) је туркменско јело од пиринча, меса и парадајз пасте.

## Структура

#### Доручак
Основни традиционални ирански доручак састоји се од разних хлебова, коцкица путера, белог сира, шлага (саршир ; често заслађеног медом), орашастих плодова (посебно ораха) и разних воћних џемова и намаза.
Многи градови и места широм Ирана имају локалне различите верзије јела за доручак. Пацхе, популарно традиционално јело које се широко једе у Ирану и суседном Кавказу, готово увек се служи само од три ујутру до негдје након зоре, а специјализирани ресторани (који служе само пацхе) отворени су само током тог временског периода.

#### Ручак и вечера
Традиционално иранско припремање хране се обавља у фазама, понекад захтева сате пажљиве припреме. Исход је добро избалансирана мешавина зачинског биља, меса, пасуља, млечних производа и поврћа. Главне намирнице иранске хране које се обично једу уз сваки оброк укључују пиринач, разно биље, сир, разне хлебове и неке врсте меса (обично живина, говедина, јагњетина или риба). Гулаш преко пиринча је далеко најпопуларније јело, а њихов састав варира у зависности од региона.

### Традиционална поставка стола и бонтон
Традиционална иранска поставка стола прво укључује столњак, који се зове софре, и простире се на столу или тепиху. Главна јела су концентрисана у средини, окружена мањим јелима која садрже предјела, зачине и прилоге, а сви су најближи гостионици. Када је храна савршено сервирана, позива се да седнете за софре и почнете да једете.